# بانک صنعتی ژاپن
بانک صنعتی ژاپن (انگلیسی: Industrial Bank of Japan) شرکت خدمات مالی و بانکداری ژاپنی است، که در سال ۱۹۰۲ تأسیس شد.